# Pipira-olivácea
Tangará-de-dorso-oliváceo ou pipira-olivácea (Mitrospingus oleagineus) é uma espécie de ave da família Thraupidae.
Pode ser encontrada nos seguintes países: Brasil, Guiana e Venezuela. Seus habitats naturais são: regiões subtropicais ou tropicais húmidas de alta altitude.